# 沉积物链状小卵菌
沉积物链状小卵菌（学名：Catenovulum sediminis）是链状小卵菌属的下属物种。此物种是一种革兰氏阴性、严格需氧、运动性、过氧化氢酶阴性、氧化酶阳性且嗜温的杆状细菌。此物种用侧鞭毛运动。此物种最早从中国威海海岸采集的海洋沉积物样本中分离出来。